# 4-dimethylaminopyridine
4-dimethylaminopyridine (DMAP) is een organische verbinding met als brutoformule C7H10N2. De stof komt voor als een kleurloze tot witte vaste stof, die slechts matig oplosbaar is in water. De verbinding wordt veelvuldig ingezet als nucleofiele katalysator bij tal van organische reacties. 4-dimethylaminopyridine wordt hierbij gebruikt in aanwezigheid van een andere organische basen, zoals tri-ethylamine, pyridine, imidazool, DABCO of DBU.

## Synthese
4-dimethylaminopyridine kan bereid worden uit pyridine via een tweestapsreactie. In een eerste stap wordt pyridine door dichloor geoxideerd tot 4-pyridylpyridiniumchloride en pyridiniumchloride. Het 4-pyridylpyridiniumchloride wordt vervolgens in reactie gebracht met dimethylamine, waarbij, naast 4-dimethylaminopyridine, eveneens pyridiniumchloride wordt gevormd.

## Eigenschappen
Door de aanwezigheid van een tertiaire aminefunctie in de para-positie ten opzichte van het stikstofatoom in de pyridinering bezit dit stikstofatoom een sterk basisch karakter. Dit komt vooral tot uiting bij het genereren van de resonantiestructuren:

## Toepassingen
4-dimethylaminopyridine vindt een wijd toepassingsgebied in de organische synthese. Het wordt aangewend bij onder andere esterificaties met zuuranhydriden (Steglich-verestering), de Baylis-Hillman-reactie, hydrosilyleringen, trityleringen en de Staudinger-synthese van β-lactamen.

## Toxicologie en veiligheid
Naast het feit dat 4-dimethylaminopyridine zeer toxisch is, is het ook een corrosieve verbinding. De stof wordt ook gemakkelijk opgenomen via de huid. 4-dimethylaminopyridine is irriterend voor de huid, de ogen, het ademhalingsstelsel, de slijmvliezen en het centraal zenuwstelsel. Langdurige of intense blootstelling kan de dood tot gevolg hebben. Daarom wordt 4-dimethylaminopyridine in sommige syntheses vervangen door het minder schadelijke DABCO, dat een vergelijkbare werking bezit.